# Фет Афанасій Афанасійович
Афанасій Афанасійович (Опанас Опанасович) Фет (перші 14 і останні 19 років життя офіційно носив прізвище Шеншин, народився 23 листопада (5 грудня) 1820, селище Новосьолки Мценського повіту Орловської губернії — 21 листопада (3 грудня) 1892, Москва, Російська імперія) — російський поет-лірик, перекладач, мемуарист.

## Біографія

Фото будинку в Новогеоргіївську в якому у 1840-х роках жив Афанасій Фет

Афанасій Афанасійович Фет (Шеншин) народився 23 листопада 1820 року. В його документальній біографії є багато неточностей — неточна і дата народження. Місце народження майбутнього поета — Орловська губернія, село Новосілки, родовий маєток батька. Батько чи не все своє життя провів на військовій службі, брав участь у війні з Наполеоном. Афанасій був його позашлюбним сином і в чотирнадцять років за ухвалою духовної консисторії отримав прізвище своєї матері Шарлотти Фет, одночасно втративши право на дворянство. Згодом він домігся відновлення дворянського звання і повернув собі прізвище Шеншин, але літературне ім'я — Фет — залишилося за ним назавжди. У домі батька Фет прожив до чотирнадцяти років, про що пізніше зізнався: «…сам я ніколи не лину в дитинство».
Хронологічна таблиця
1820, 23 листопада — народився в селі Новосілки Мценського повіту Орловської губернії в сім'ї поміщика Шеншина.
1835 — 1837 — навчавшись в німецькому приватному пансіоні Крюммера в м. Верро (тепер р. Виру, Естонія), Фет починає писати вірші, проявляє інтерес до класичної філології.
1838 — 1844 — навчання в Московському Університеті.
1840 — вихід збірки віршів Фета «Ліричний пантеон» за участю А. Григор'єва з університету Фета.
1842 — публікації в журналах «Москвитянин» і «Вітчизняні записки».
1845 — вступ на військову службу в кірасирській Військового ордена полк, стає кавалеристом.
З 1845 до 1853 року на території Єлисаветградського повіту (Кропивницький) Афанасій Фет проходив військову службу ад'ютантом командира полку. Літературознавці відзначають, що саме в цей проміжок часу ним були написані найліричніші твори. Під час приїзду Ференца Ліста до Єлисаветграда саме А. Фет розповсюджував квитки на концерти знаменитого піаніста і композитора. Був репетитором видатного українського композитора Миколи Лисенка, зокрема навчив його кириличної грамоти (в сім'ї Лисенка спілкувалися виключно французькою).
1846 — присвоєння першого офіцерського звання.
1850 — друга збірка Фета, отримала позитивні відгуки критиків в журналах «Современник», «Москвитянин» і «Вітчизняні записки». Загибель Марії Кузьмінічни Лазич, коханої поета, спогадам про яку присвячена поема «Талісман», вірші «Старі листи», «Ти відстраждала, я ще страждаю…», "Ні, я не змінив. До глибокої старості… " і багато інших його віршів.
1853 — Фета переводять у гвардійський полк під Петербургом. Поет часто буває в Петербурзі, тоді — столиці. Зустрічі Фета з Тургенєвим, Некрасовим, Гончаровим та іншими. Зближення з редакцією журналу «Современник».
1854 — служба в Балтійському Порту описана в його мемуарах «Мої спогади».
1856 — третя збірка Фета. Редактор — Тургенєв.
1857 — одруження Фета на Марії Петрівні Боткіній, сестрі лікаря Сергія Петровича Боткіна.
1858 — поет йде у відставку в чині гвардійського штаб-ротмістра, поселяється в Москві.
1859 — розрив з журналом «Современник».
1863 — вихід двотомного зібрання віршів Фета.
1867 — Фет обраний мировим суддею на 11 років.
1872 — повернуто дворянство і прізвище Шеншин. Літературні твори та переклади поет і надалі підписував прізвищем Фет.
1883 — 1891 — публікація чотирьох випусків збірки «Вечірні вогні».
1892, 21 листопада — смерть Фета в Москві. За деякими даними, його смерті від серцевого нападу передувала спроба самогубства. Похований у селі Клейменова, родовому маєтку Шеншиних.